# Крумгорн

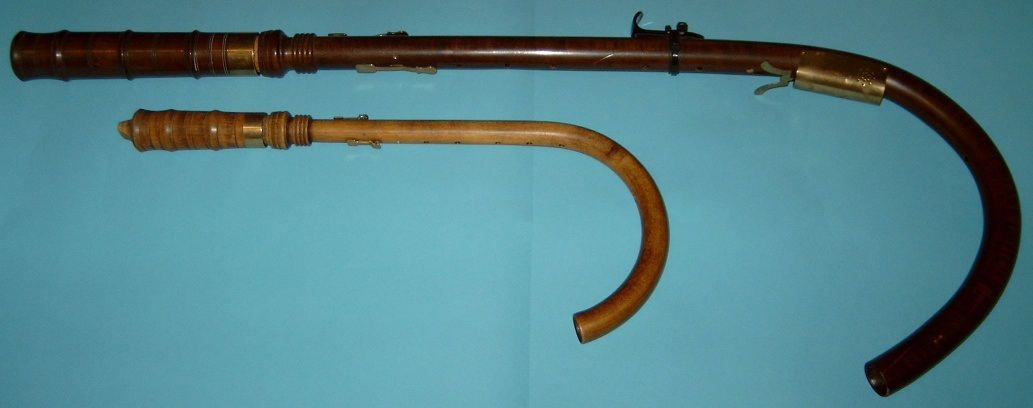
Сучасні крумгорни з клавішами, альтовий крумгорн фа, басовий крумгорн фа

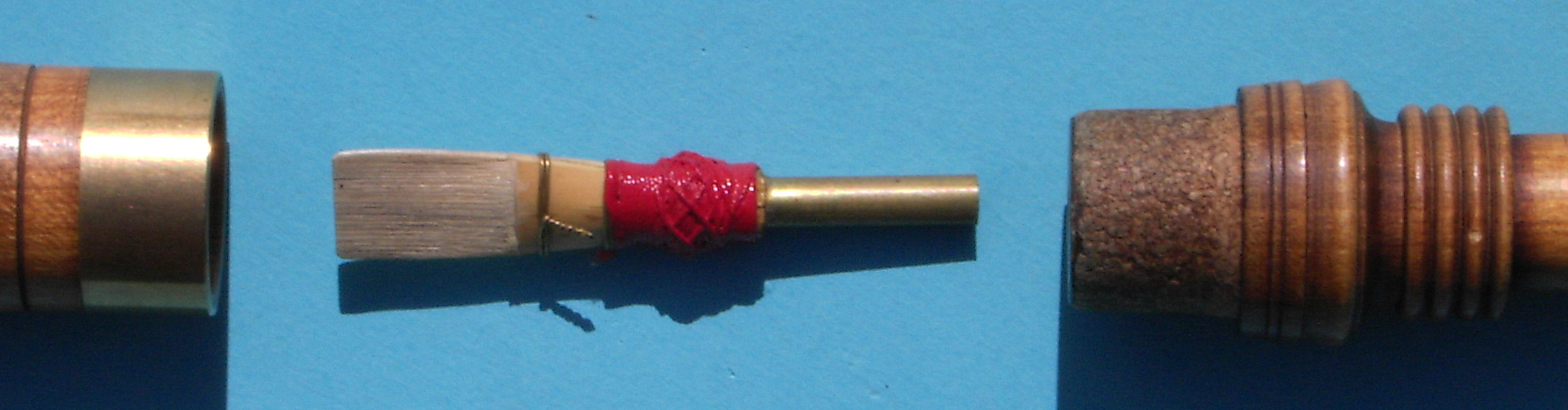
Подвійний язик альтового крумгорна у фа

Крумгорн (нім. Krummhorn — «кривий ріг»)— це інструмент з подвійним язичком з родини дерев’яних духових інструментів, який найчастіше використовувався в епоху Відродження. 